# Майоровський (Котельніковський район)
Майоровський (рос. Майоровский) — хутір у Котельніковському районі Волгоградської області Російської Федерації.
Населення становить 559 осіб. Входить до складу муніципального утворення Майоровське сільське поселення.

## Історія
Хутір розташований у межах українського історичного та культурного регіону Жовтий Клин.
Згідно із законом від 14 березня 2005 року № 1028-ОД органом місцевого самоврядування є Майоровське сільське поселення.

## Населення
| 2010 |
| ---- |
| 559  |